# Flory-Fox-Gleichung
Die Flory-Fox-Gleichung (synonym Fox-Flory-Gleichung) ist eine Gleichung zur Beschreibung der Viskosität von Polymeren in Abhängigkeit von der jeweiligen Molmasse. Sie korrigierte die zuvor geltende Annahme, dass die Glasübergangstemperatur eines linearen Polymers die Temperatur mit der höchsten Viskosität sei, dahingehend, dass die Glasübergangstemperatur die Temperatur ist, bei der der verfügbare Raum für Molekularbewegung eines Polymers einen gegebenen Wert annimmt.

## Eigenschaften

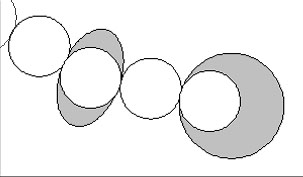
An den Enden eines Polymers besitzen die Wiederholungseinheiten (weiß) mehr verfügbaren Raum für Molekularbewegung (grau)

Die Flory-Fox-Gleichung lautet:
{\displaystyle [\eta ]=kM^{1/2}\alpha ^{3}}
mit {\displaystyle [\eta ]} als Viskositätszahl (in dl/g), {\displaystyle k:=\Phi \ (r_{0}^{2}/M)^{3/2}} als physikalischer Konstante, {\displaystyle r_{0}} als ungestörter mittlerer Länge eines Polymers (in cm), {\displaystyle M} als Molmasse (in g/mol), {\displaystyle \Phi =2{,}6\cdot 10^{21}} als einer als intrinsischer Viskositätsparameter bezeichneten universellen Konstante und mit {\displaystyle \alpha :=r^{2}/r_{0}^{2}} als Expansionsfaktor. In einem {\displaystyle \Theta }-Lösungsmittel mit {\displaystyle r^{2}=r_{0}^{2}} nimmt {\displaystyle \alpha } den Wert 1 an, und die Flory-Fox-Gleichung geht über in:
{\displaystyle [\eta ]=\Phi {\frac {r_{0}^{3}}{M}}}

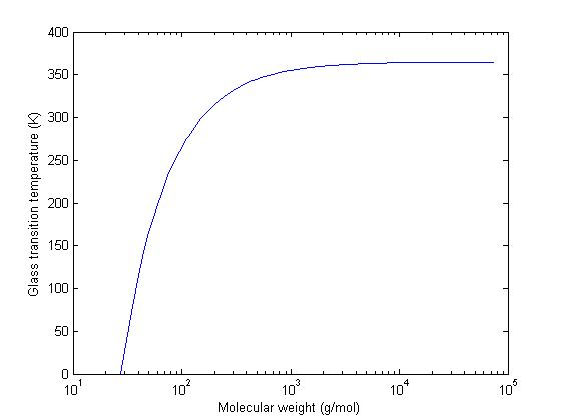
Abhängigkeit der Glasübergangstemperatur (in Kelvin) von der mittleren Molmasse (in g/mol)

Eine weitere Beziehung wurde von Flory und Fox publiziert:
{\displaystyle T_{g}=T_{g,\infty }-{\frac {K}{M}}}
mit Tg,∞  als maximaler Glasübergangstemperatur, die bei theoretisch unendlicher Molmasse erreicht werden kann, sowie K als empirischer Konstante, die sich auf das freie Volumen bezieht. Sie eignet sich nur für große Werte von M.
Eine modifizierte Version dieser Beziehung wurde von Toshio Ogawa publiziert:
{\displaystyle T_{g}=T_{g,\infty }-{\frac {K}{(M_{\mathrm {n} }M_{\mathrm {w} })^{\frac {1}{2}}}},}
bei der die inverse Abhängigkeit von M durch eine von der Quadratwurzel des Produkts des Zahlenmittels der Molmasse Mn und des Gewichtsmittels der Molmasse Mw ersetzt wird.
Von Thomas G. Fox und S. Loshaek wurde eine weitere Modifikation publiziert:
{\displaystyle {\frac {1}{T_{g}}}={\frac {1}{T_{g,\infty }}}+{\frac {K}{T_{g,\infty }^{2}}}{\frac {1}{M_{\mathrm {n} }}}}
Allerdings ist die Molmasse nicht unbedingt ein praktischer Parameter zur Beeinflussung der Glasübergangstemperatur, da der änderbare Bereich, ohne die physikalischen Eigenschaften zu ändern, klein ist.

## Geschichte
Die Flory-Fox-Gleichung wurde 1950 von Thomas G. Fox und Paul J. Flory veröffentlicht. Von Thomas G. Fox wurde 1956 auch die Fox-Gleichung aufgestellt.